# Escadron de ravitaillement en vol et de transport stratégique 2/31 Esterel
Pour les articles homonymes, voir Esterel.
L'escadron de ravitaillement en vol et de transport stratégiques (ERVTS) 02.031 Esterel (anciennement escadron de transport 03.060 Esterel) est une unité navigante de l'Armée de l'air française stationnée sur la base aérienne 125 d'Istres. Il a rejoint la 31ème escadre aérienne de ravitaillement et de transport stratégiques (31e EARTS) le 11 juillet 2023.

## Historique
L'escadron de transport « Esterel » est créé en mai 1968 sous le code mécanographique 3/60 sur la base aérienne de Vélizy-Villacoublay. Il prend alors en compte le DC8 appartenant précédemment au Groupe de liaisons aériennes ministérielles (GLAM), basé sur le terrain du Bourget, et qui assure essentiellement la desserte du Centre d'expérimentation du Pacifique. Les missions de cette nouvelle unité sont élargies au transport de fret et de passagers à longue distance (dit « transport stratégique »). La symbolique de l'escadron est alors toute simple et apparaît sur l'insigne de l'unité : un DC8 sur fond de globe terrestre et une ligne qui fait le tour de ce globe en passant par la France.
Un deuxième (1970), puis un troisième (1972) DC8, issus de la compagnie UTA, viennent renforcer les capacités de l'escadron. Un quatrième suivra en 1976. Entretemps, le transfert des activités techniques d'UTA sur la plateforme de Roissy-Charles-de-Gaulle entraîne celui des avions de l'Esterel sur ce même aéroport.
Au début des années 1980, l'Armée de l'air exploite donc deux DC8-55 et deux DC8-62 ; elle opte pour l'acquisition de deux nouveaux appareils qu'elle fait remotoriser avec les réacteurs franco-américains CFM 56. Les quatre DC8-62 deviennent ainsi des DC8-72, certains étant convertibles en version cargo, tandis que les deux DC8-55, moins performants et ne répondant plus aux normes internationales anti-bruit, sont progressivement retirés du service.
Les années 1990 verront une augmentation très nette de l'activité de l'unité pour le soutien des forces françaises disséminées partout dans le monde, et en dépit de l'interruption des essais nucléaires dans le Pacifique. En 1994, les bureaux et le personnel de l'escadron font mouvement vers la base aérienne 110 de Creil qui vient d'être réactivée. La dernière Caravelle de l'armée de l'air sera prise en compte par l'escadron de 1988 à 1992, puis deux Airbus A310 seront réceptionnés en 1993, suivis d'un troisième en 2001, alors que la flotte des DC8 diminuera progressivement jusqu'à son extinction en 2004.
Parallèlement à son activité de soutien des forces armées, l'escadron est amené à intervenir pour tout transport stratégique ordonné par les autorités françaises, notamment en cas d'évacuation massive consécutive à un bouleversement politique ou une catastrophe naturelle. À ce titre, les équipages de l'Esterel sont souvent décrits comme « ceux qui vont où les autres ne vont pas ».
L'année 2006 a vu l'affectation de deux Airbus A340 qui représentent un saut capacitaire et technologique considérable.
Au tournant des années 2020, il fut décidé que les capacités de transport stratégique et de ravitaillement en vol du Groupe de ravitaillement en vol 02.091 Bretagne soient fusionnées au sein d'une structure unique stationnée sur la base aérienne 125 Istres-Le Tubé et doté de l'Airbus A330 MRTT Phenix.
Le 31  janvier 2020, un Airbus A340 de l’escadron a effectué la première mission d'évacuation des Français de Wuhan en Chine, foyer de l'épidémie de coronavirus.
Comme prévu par la Loi de programmation militaire 2019-2025, l'escadron reçoit successivement les 26 novembre 2020 et 15 décembre 2020 ses deux premiers Airbus A330-200 tandis que le troisième est livré le 10 novembre 2022. Ces commandes visent à remplacer les deux Airbus A340-200 qui ont été vendus aux enchères en décembre 2020,.
Le 1er septembre 2021, l'escadron est rattaché à la force aérienne stratégique, ses A310 étant progressivement retirés du service.
En  mai 2023 Volodymyr Zelensky a utilisé un Airbus A330 de l'escadron pour se rendre en Arabie saoudite et à Hiroshima au Japon. L'avion a été mis à disposition par l'Élysée.
Le 11 juillet 2023, l'escadron quitte la base aérienne 110 de Creil et rejoint l'escadron de ravitaillement en vol et de transport stratégiques (ERVTS) 01.031 Bretagne sur la base aérienne 125 d'Istres. L'escadron est alors renommé escadron de ravitaillement en vol et de transport stratégiques (ERVTS) 02.031 Esterel. Des Airbus A330 MRTT rejoignent l'escadron, tandis que les avions blancs seront progressivement transformés en version MRTT.

## Traditions
Fréjus, située au pied du massif éponyme, est la ville marraine de l'escadron Esterel.
Depuis 2017, l'escadron a repris les traditions de trois escadrilles de la Première Guerre mondiale :
- la Br 227 Gaulois roux dotée des Airbus A310
- la F 110 Grue en virage dotée des Airbus A340
- la Br 224 Oie suivant un papillon pour l'instruction et l'entraînement.

## Insigne
L'insigne de l'unité a été homologué le 23 avril 1969 sous le numéro A 979.

## Appareils
]

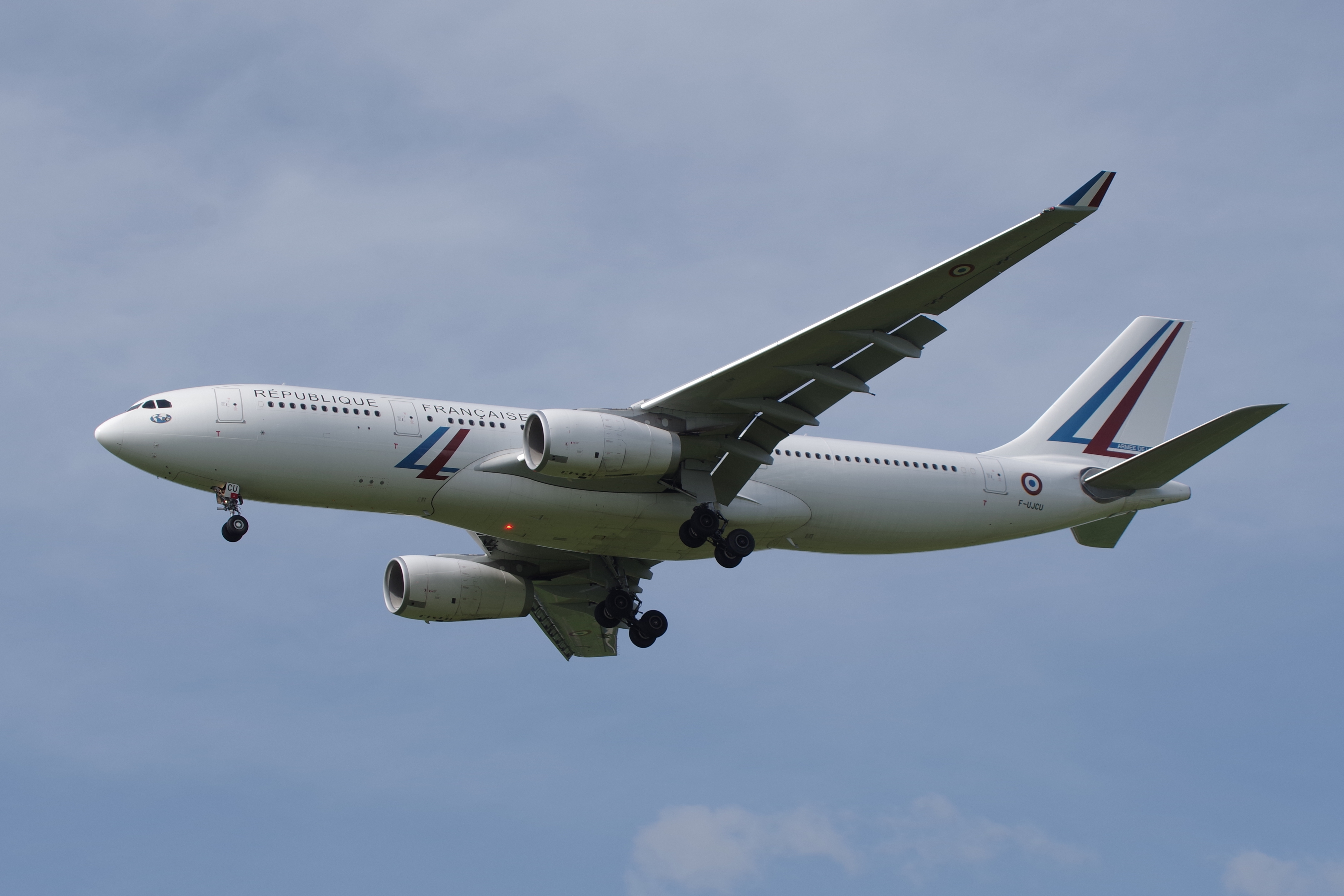
Airbus a330 en 2022 à Berlin Schönefeld

- McDonnell Douglas DC8-55 et -72 de 1968 à 2004 (F-RAFA à F-RAFD, F-RAFF et FG)
- Caravelle de 1988 à 1992 (F-RAFH)
- Airbus A310-300 de 1993 à 2021 (F-RADA à F-RADC)
- Airbus A340-200 de 2006 à 2020 (F-RAJA et F-RAJB)[5],[6].
- Airbus A330-200 réceptionné entre le 26 novembre 2020 et le 10 novembre 2022 (F-UJCS , F-UJCT et F-UJCU[10])